# Патерн (консул 268 г.)
Вижте пояснителната страница за други личности с името Патерн.
Патерн (на латински: Paternus) е политик и сенатор на Римската империя през 3 век. Съществуват няколко консули с това име. Вероятно се казва Aspasius Paternus.
През 257/258 г. той е проконсул на Африка, през 264 – 266 г. praefectus urbi. Той е за пръв път консул през непозната година. През 268 г. Патерн е за втори път консул. Колега му е Мариниан.